# Schötz
Schötz ist eine politische Gemeinde im Wahlkreis Willisau des Kantons Luzern in der Schweiz. Auf den 1. Januar 2013 fusionierte sie mit der Gemeinde Ohmstal.

## Geographie
Der Ort liegt ca. 28 km Luftlinie von Luzern entfernt. Die Gemeinde erstreckt sich auf die Gebiete der historischen Gemeinde Schötz an der Wigger in einer Ebene am Westrand des Wauwilermooses und, seit der Fusion 2013, der ehemaligen Gemeinde Ohmstal im hügeligen Gebiet hauptsächlich westlich der Luthern. Durch Schötz fliesst auch der Dorfbach, ebenfalls Mühlenbach oder Sentbach genannt. Nördlich des Dorfs erhebt sich ein Hügel namens Wellberg (550 m ü. M.), südlich davon das Hübeli (554 m ü. M.), der Dachsenberg (561 m ü. M.) und der Buttenberg (616 m ü. M.). Im Westen reicht das Gemeindegebiet seit der Fusion mit Ohmstal bis zum Heubeerihubel (707 m ü. M.) und den Waldgebieten Hängelewald und Lingiwald. Die Nordgrenze der Gemeinde liegt südlich des Zusammenschlusses der Luthern und der Wigger nahe Nebikon. Die Wigger und vor allem der Ronbach und verschiedene Entwässerungsgräben im Schötzermoos bilden streckenweise die Gemeindegrenzen im Norden und Osten des Orts. Südöstlich des Weilers Hostris (528 m ü. M.; 1,7 km südöstlich des Dorfs), gleich nördlich der Wanger Rot, wechselt die Grenze von Süden gegen Westen und dann beim Dachsenberg gegen Südwesten. Beim Weiler Hinter Buttenberg (585 m ü. M.; 2,2 km südwestlich des Dorfs) setzt sie sich weiter in Richtung Westen fort, wo sie dem Rütigraben in Richtung Norden folgt, sich beim Hängelewald nach Osten wendet, dann beim Nätteberg nach Nordosten und zurück zur Luthern. Schötz grenzt an Alberswil, Altishofen, Egolzwil, Ettiswil, Willisau, Grossdietwil, Nebikon und Wauwil.
Durch das Wachstum des Dorfs sind in den letzten Jahrzehnten etliche Weiler zu Quartieren geworden. Neben den bereits erwähnten Ortsteilen zählen auch noch die Weiler Unterwellberg (495 m ü. M.; 1,3 km nordwestlich des Dorfs) und Gläng (503 m ü. M.; 1,7 km westnordwestlich des Dorfs) zur Gemeinde Schötz. Bei Gläng mündet von links der Rikenbach in die Luthern ein. Nebst diesen Ortsteilen gibt es etliche Häusergruppen und Einzelgehöfte.
Vom Gemeindeareal von 1531 ha sind 12,3 % Siedlungsfläche und 19,6 % von Wald bedeckt. Durch die Trockenlegung des Wauwilersees und anschliessend des Grossteils des Wauwilermooses stehen heute (2015/16) 66,4 % des Gemeindegebiets zur landwirtschaftlichen Nutzung zur Verfügung.

### Mösliweiher

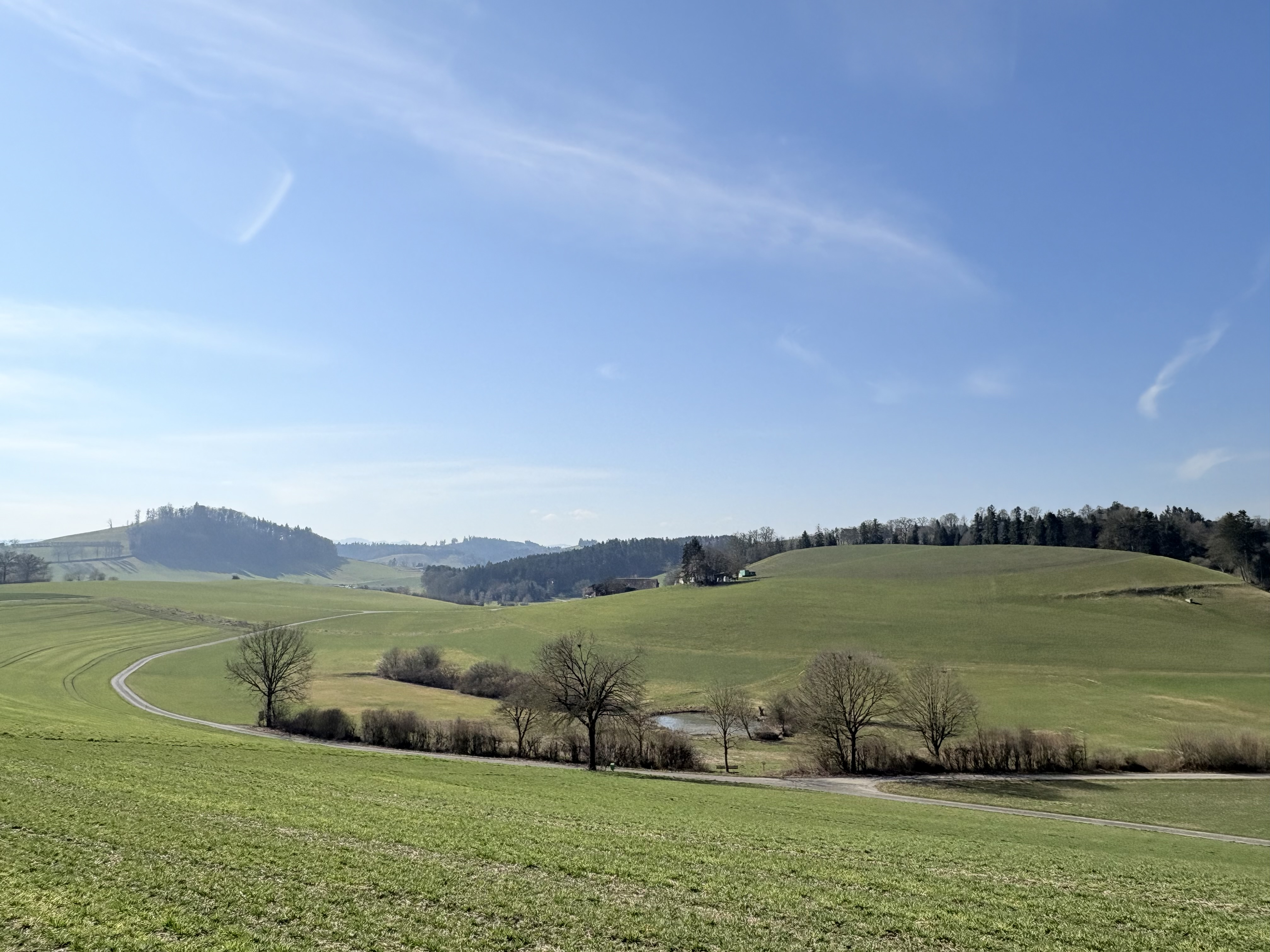
Mösliweiher

Südlich von Schötz liegt am Fuss des Dachsenberges der kleine Mösliweiher, ein sogenanntes Trittsteinbiotop, das nahe gelegene Biotope untereinander vernetzt. Daher sind sie enorm wichtig für die Verbreitung von Vögeln, Säugetieren, Amphibien, Reptilien und Insekten.
Das Gebiet war um 1920 noch ein ausgedehnter Sumpf, in dem Torf gestochen wurde. 1944 wurde die Sumpflandschaft entwässert und landwirtschaftlich genutzt. 1979 wurde der erste Teich ausgehoben und 1984 die erste Hecke gepflanzt. Weitere Hecken ein Teich kamen in den kommenden Jahren dazu.
Von 2010 bis 2012 wurden mit Mähgut vom Tutensee bei Menznau neue grossflächige Feuchtwiesen angesät. Die umliegenden Landwirte steigern mit der Ansaat von weiteren Extensivwiesen den Wert des Biotops zusätzlich.

## Bevölkerung
Schötz war zwar von 1850 bis 1900 auch von der Abwanderung von den Landgemeinden in die Industriezentren betroffen (1850–1900: − 23,3 %). Es gab von 1850 bis 1860 (− 12,0 %) und 1888–1900 (− 11,3 %) zwei Abwanderungswellen. Dazwischen stagnierte die Bevölkerung nahezu (1860–1888: − 1,7 %). Mit Ausnahme zweier Stagnationsphasen (1910–1920 und 1970–1980) wächst die Bevölkerung seither ununterbrochen. Die Einwohnerzahl hat sich im 20. Jahrhundert mehr als verdreifacht (1900–2000: + 305,8 %). Seither wächst die Gemeinde weiter an (2000–2019: + 32,1 %).
Quelle: Bundesamt für Statistik; 1850 bis 2000 Volkszählungsergebnisse, 2010 ESPOP, seit 2011 STATPOP

### Sprachen
Die Bevölkerung benutzt als Alltagssprache eine hochalemannische Mundart. Bei der letzten Volkszählung im Jahr 2000 gaben 91,06 % Deutsch, 3,23 % Albanisch und 1,40 % Serbokroatisch als Hauptsprache an.

### Religionen – Konfessionen
Früher waren alle Bewohner Mitglied der Römisch-Katholischen Kirche. Durch Kirchenaustritte und Zuwanderung aus anderen Regionen der Schweiz und dem Ausland hat sich dies geändert. Heute (Stand 2000) sieht die religiöse Zusammensetzung der Einwohnerschaft wie folgt aus: Es gibt 80,98 % römisch-katholische, 7,34 % evangelisch-reformierte und 1,24 % orthodoxe Christen. Daneben findet man 4,93 % Muslime und 2,68 % Konfessionslose. Die Orthodoxen sind Slawen aus dem früheren Jugoslawien. Die Mehrheit der Muslime sind albanischer Herkunft. Doch gibt es innerhalb der Muslime Minderheiten bosnischer, türkischer und kurdischer Abstammung.

### Herkunft – Nationalität
Ende 2022 zählte die Gemeinde 4786 Einwohner. Davon waren 3828 Schweizer Staatsangehörige und 958 (= 20,0 %) Menschen anderer Staatsangehörigkeit. Die grössten Zuwanderergruppen kommen aus dem Kosovo (248 Menschen), Portugal (169), Deutschland (134), Italien (46), der Türkei (35) und Nordmazedonien (27).

## Geschichte

Luftbild (1957)

Die bis anhin ältesten Spuren des Menschen in Schötz sind für die Zeit um 14000 v. Chr. nachgewiesen. Sie stammen vom modernen Menschen (Homo sapiens). Im angrenzenden Wauwilermoos und im Wiggertal sind zwei Kulturphasen der Altsteinzeit vertreten:
das Jungpaläolithikum (14000 bis 12600 v. Chr.) und das Spätpaläolithikum (12600 bis 9250 v. Chr.).
1965 wurde im Rorbelmoos in Schötz vom Landesmuseum ein mittelsteinzeitliches Hirschjägerlager aus der Zeit von 6500 v. Chr. ausgegraben.
Jungsteinzeitliche Funde wurden an verschiedenen Orten in Schötz gemacht. 2010 wurde neben früheren Funden aus der Bronzezeit in der Schützenmatte auch ein Grabhügel ausgegraben. Die Gegend ist also bereits sehr früh besiedelt worden.
Eine erste Erwähnung des Vorgängernamens von Schötz, Scothis, findet sich im Jahr 1184 in einem kaiserlichen Schutzbrief an den Chorherrenstift Beromünster. Bis 1407 gehörte der Ort zum Besitz der Habsburger. In diesem Jahr kaufte die Stadt Luzern die Grafschaft Willisau, zu welcher Schötz gehörte. Im Jahr 1412 erwarb Luzern auch die niedere Gerichtsbarkeit. Bis 1798 war Schötz ein Teil der Landvogtei Willisau. Im Jahr 1653 versammelten sich während des Bauernkriegs zahlreiche Bauern an einer Volksversammlung, um gegenüber der Herrschaft in der Stadt Luzern ihre Klageartikel zu verfassen. Von 1798 bis 1803 gehörte die Gemeinde zum Distrikt Willisau und seither zum damals neu geschaffenen Amt Willisau. Im Jahr 2012 haben die Gemeinden Schötz und Ohmstal die Fusion per 1. Januar 2013 beschlossen.

## Politik

### Gemeinderat
Der Gemeinderat Schötz besteht aus fünf Mitgliedern und setzt sich seit den Wahlen 2024 wie folgt zusammen:
- Regula Lötscher-Walthert (Die Mitte): Gemeindepräsidentin, Ressort Präsidiales und Kultur
- Patrik Marbach (Die Mitte): Ressort Soziales
- Werner Eggenberger (SVP): Ressort Finanzen
- Jessica Felber (FDP): Ressort Bildung
- Guido Iten (Die Mitte): Gemeindeammann, Ressort Bau und Infrastruktur

### Kantonsratswahlen
Bei den Kantonsratswahlen 2023 des Kantons Luzern betrugen die Wähleranteile in Schötz: Mitte (mit JMitte und Mitte60+) 37,77 %, SVP 26,87 %, FDP 14,20 %, SP 11,21 %, glp 5,41 % und Grüne 4,54 %.
Mit Thomas A. Hodel (SVP) und Sarah Bühler-Häfliger (SP) schafften zwei Schötzer die Wahl ins Kantonsparlament.

### Nationalratswahlen
Bei den Schweizer Parlamentswahlen 2023 betrugen die Wähleranteile in Schötz: Mitte 35,4 %, SVP 29,0 %, FDP 13,8 %, SP 8,8 %, glp 4,8 %, Grüne 4,3 %, übrige 3,9 %.

## Infrastruktur

### Verkehr
Schötz ist per Bus gut an das Netz des Öffentlichen Verkehrs angeschlossen. Die eine Buslinie ist Altishofen-Nebikon-Schötz-Willisau, die andere Ebersecken-Schötz-Dagmersellen. Nebikon und Dagmersellen liegen an der Bahnstrecke Olten–Luzern mit eigenen Haltestellen. In Ettiswil befindet sich ein Buskreuz. Von dort führen regelmässige Busverbindungen in Richtung Willisau (Bahnlinie Luzern-Langenthal), Sursee (Schnellzugshalt an der Bahnlinie Olten-Luzern) oder in die Stadt Luzern.
Schötz liegt an der Strasse Dagmersellen-Willisau. Der nächstgelegene Autobahnanschluss an der A2 ist Dagmersellen, 5 km nördlich des Dorfs. Die Fahrzeit zu allen wichtigen wirtschaftlichen Regionen der Deutschschweiz wie Zürich, Bern, Basel und Luzern/Zug beträgt maximal 1 Stunde.

### Bildung
Schötz verfügt über 2 Schulhausanlagen, eine im Ortsteil Schötz und eine im Ortsteil Ohmstal, mit insgesamt 6 Turnhallen und Aussensportanlagen. In Schötz können alle obligatorischen Schulstufen absolviert werden. Kantonsschulen mit der Möglichkeit des Maturaabschlusses befinden sich in Willisau und Sursee.

## Wirtschaft

### Gewerbe und Industrie
In Schötz sind zahlreiche Unternehmen ansässig, der Gewerbeverein Schötz zählt rund 100 Mitglieder. Nebst vielen Unternehmen des Bauhaupt- und nebengewerbes sind dies 5 Automobilhändler, Handels- und Reparaturbetriebe für landwirtschaftliche Maschinen, Dienstleistungsunternehmen im Bereich der Immobilienbewirtschaftung oder Treuhandunternehmen. Zu den grösseren Betrieben zählen die GIS AG, welche Kettenzüge und Krananlagen herstellt, Iseli, eine ebenfalls weltweit tätige Maschinenfabrik, die Proderma AG, welche im Bereich der Einzelverpackung von Medikamenten, Kosmetika und Lebensmitteln tätig ist oder die Laves-Arzneimittel, ein Hersteller von Biopharmazeutika.

### Einkaufsmöglichkeiten
Nebst Fachgeschäften sind mehrere grosse Detailhandelsketten mit Geschäften in Schötz vertreten, so Aldi Suisse, Coop, Denner, Landi, Spar und Migros. Grössere Einkaufszentren und Baumärkte befinden sich in Willisau, Sursee oder Luzern.

## Tourismus und Sehenswürdigkeiten
In Schötz stehen den Touristen zwei Museen zur Besichtigung zur Verfügung. Dies sind:
- das Archäologische Museum Schötz mit archäologischen Objekten von der Altsteinzeit bis ins Mittelalter
- das Museum in der Ronmühle mit volkskundlichen Sammlungen

## Sonstiges
National und international bekannt ist Schötz vor allem durch das 24h-Velorennen des VC Schötz, welches im August stattfindet. Am 6./7. August 2011 wurde die 19. Auflage des 24-Stunden-Rennens auf der Strasse und die 3. Auflage auf dem Mountainbike durchgeführt. Seit 2012 findet nur noch ein Mountainbike-24-Stunden-Rennen statt. Auf das 24-Stunden-Strassenrennen wurde auf Grund des hohen Aufwandes für die Sicherheit verzichtet.
Schötz ist seit 1984 wichtiger Treffpunkt der Kleinkunstszene auf der Luzerner Landschaft. So organisiert Träff Schötz Konzerte, Kabaretts, Lesungen, Theater und Ausstellungen. Von Züri West über Peter Bichsel oder Hazel Brugger bis hin zu Faber – gegen 300 Bands, Kabarettisten, Kunstschaffende oder Schriftsteller gastierten im Dorf. Träff präsentiert regelmässig Neuentdeckungen, Uraufführungen und Vorpremieren. Der Kulturverein hat sich zu einem Projekt-Macher entwickelt und wurde für sein Engagement mehrmals ausgezeichnet: Kulturpreis Region Luzern West (2001), Anerkennungspreis von Stadt und Kanton Luzern (2002), Werkpreis für «nordpol.12» von Stadt und Kanton Luzern (2012), Zentralschweizer Förderpreis Migros-Kulturprozent (2013), Werkpreis Kanton Luzern (2016).

## Bilder

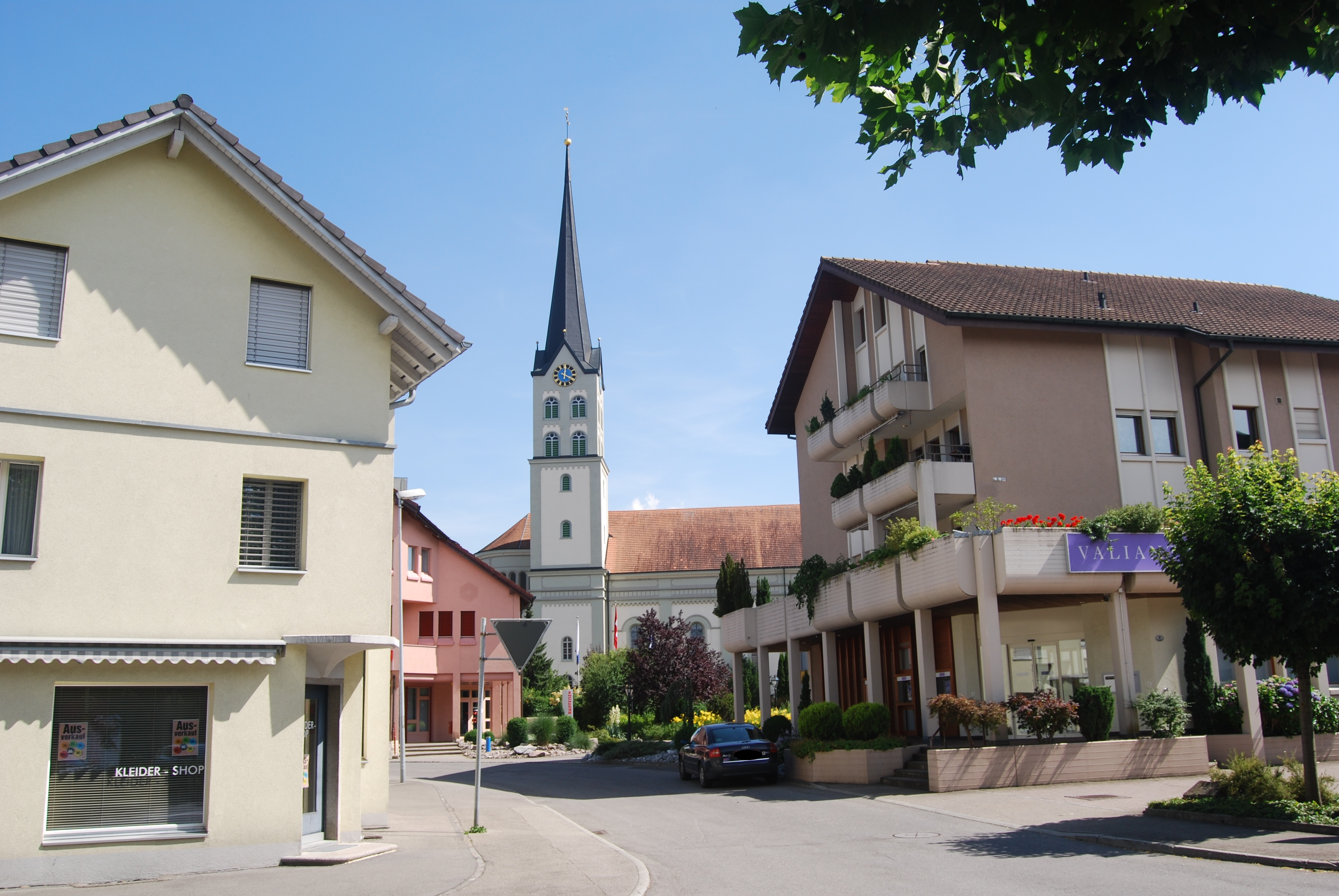
Dorfzentrum von Schötz an der Ohmstalerstrasse mit Kirche, Kleiderladen und Bank
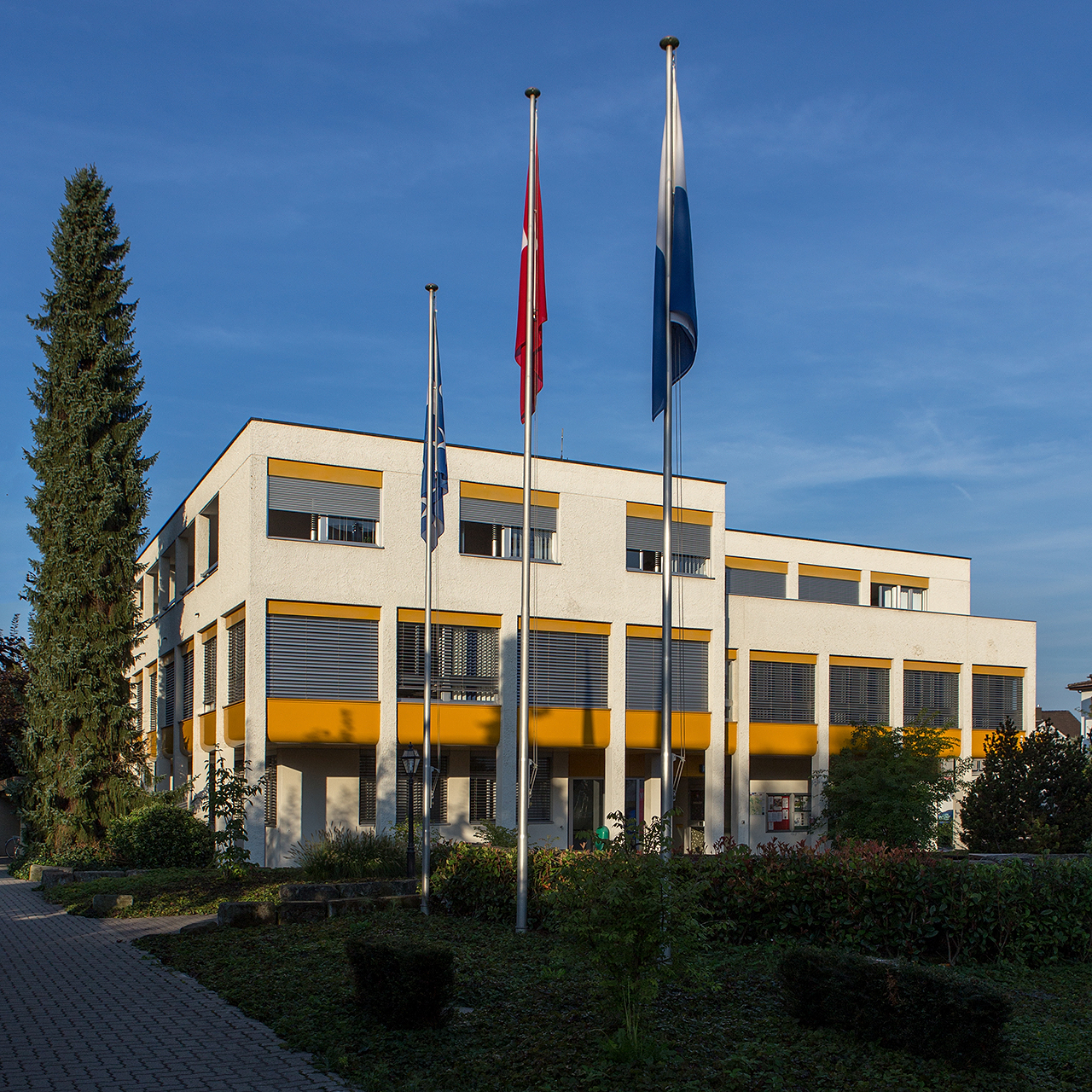
Gemeindeverwaltung
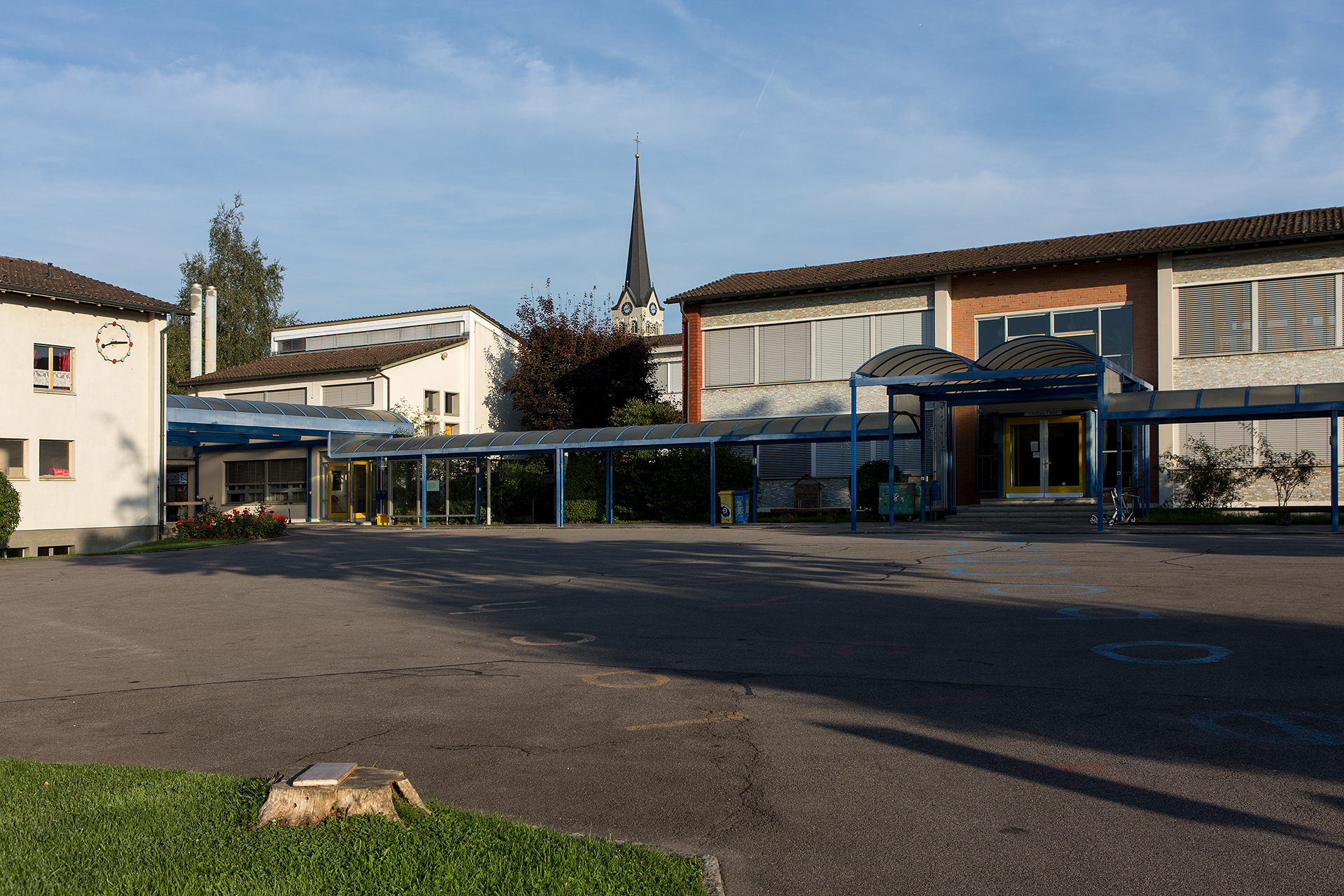
Schulanlage
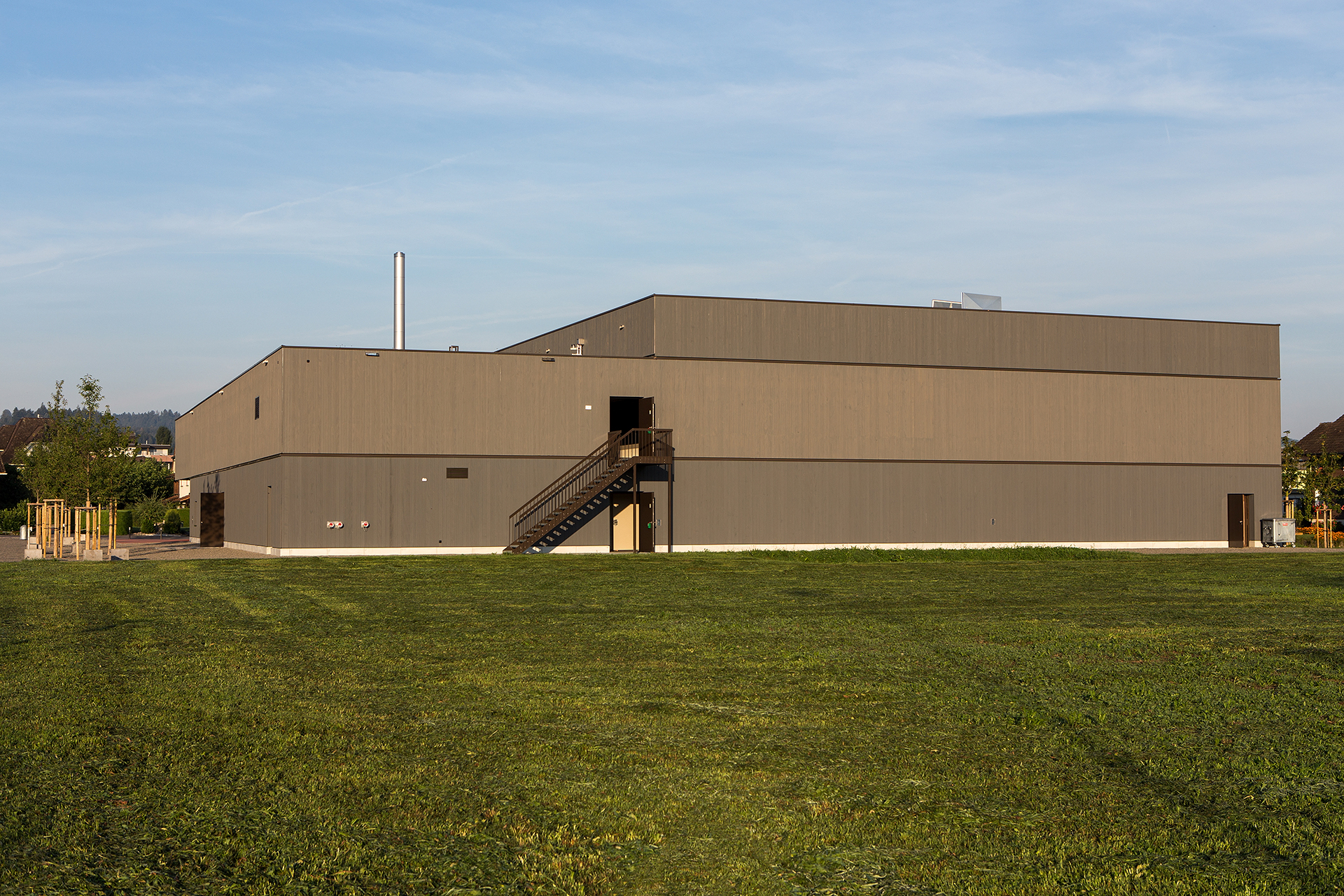
Sporthalle Morgenweg
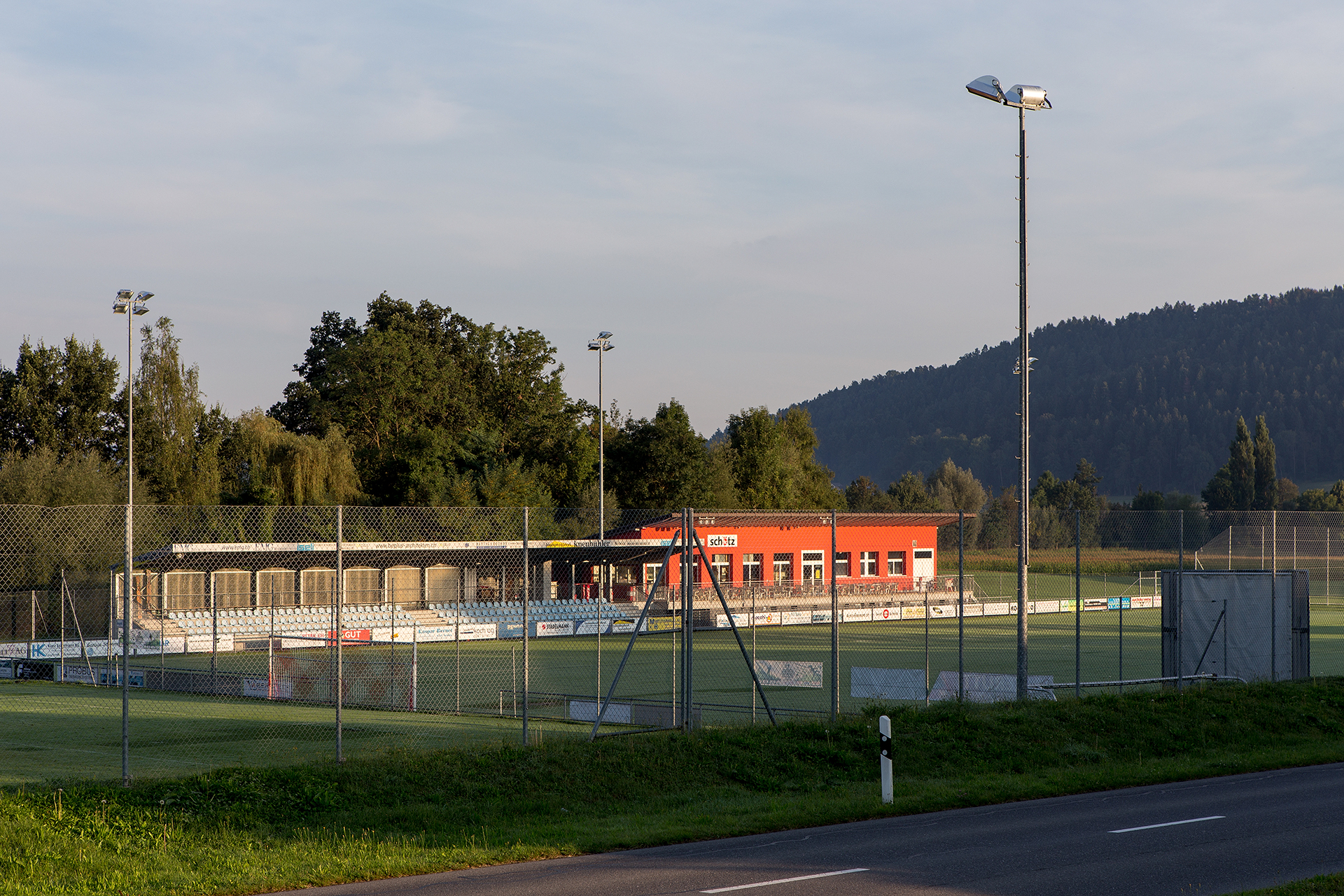
Fussballplatz
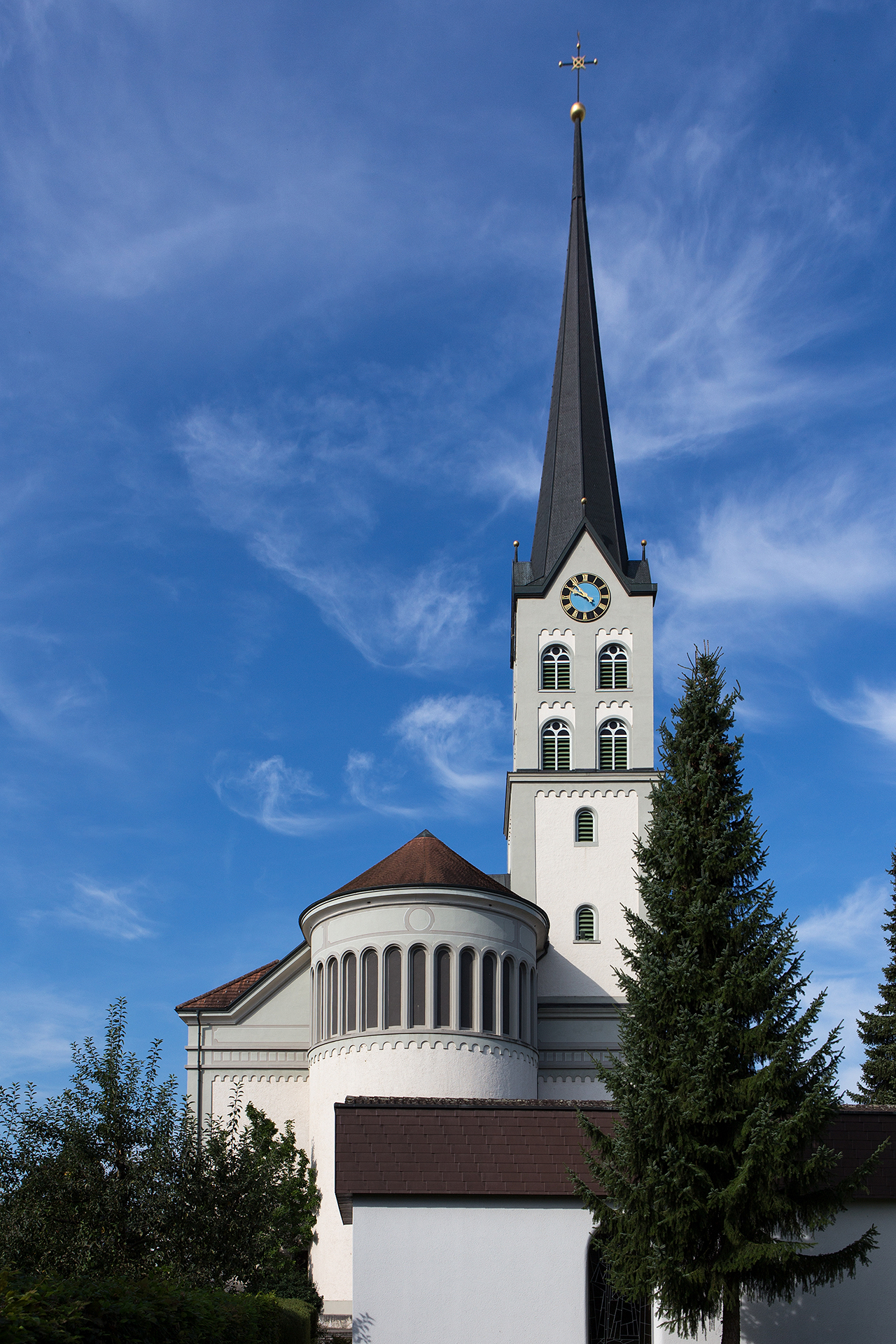
Pfarrkirche St. Mauritius
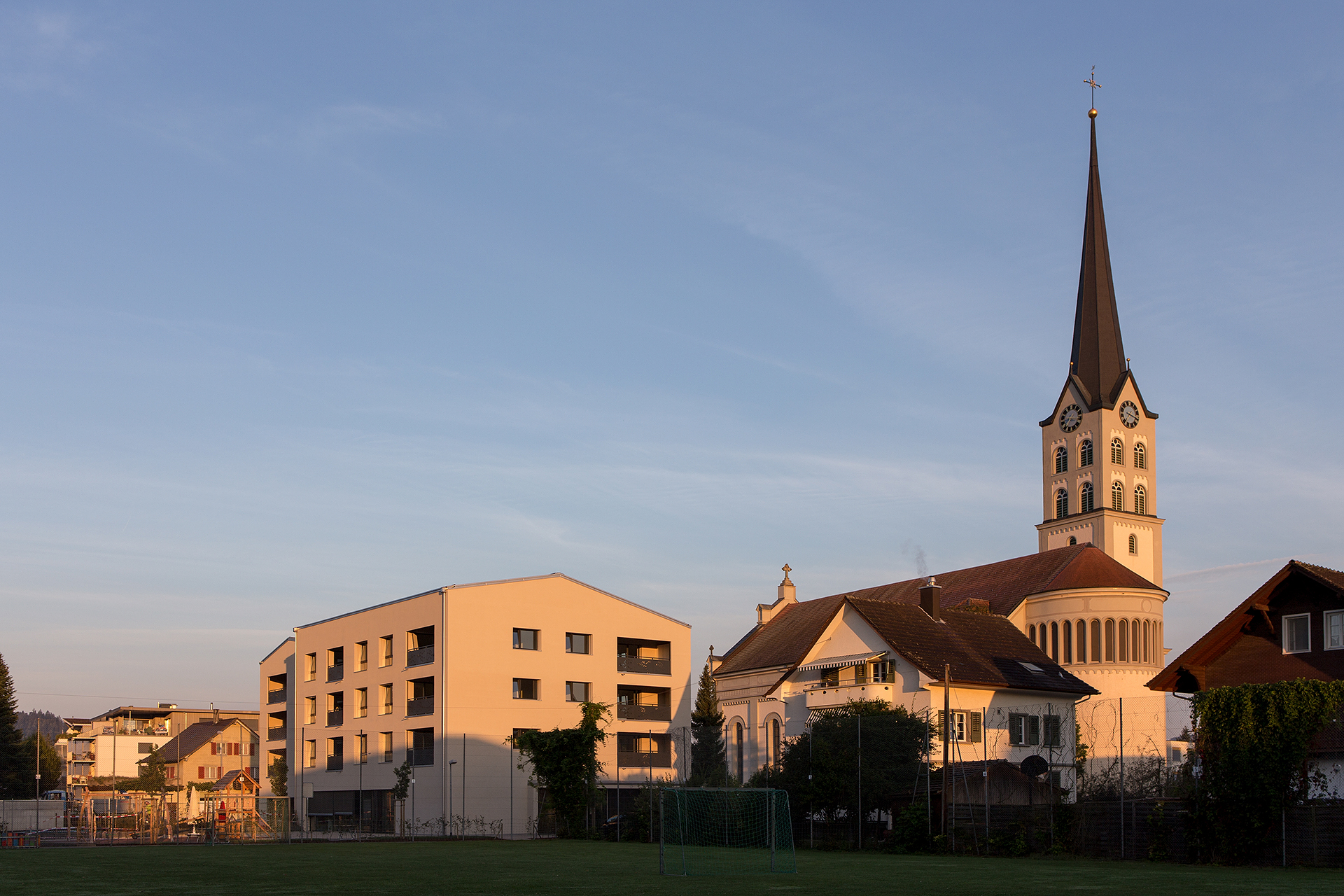
Pfarrhof und Pfarrkirche
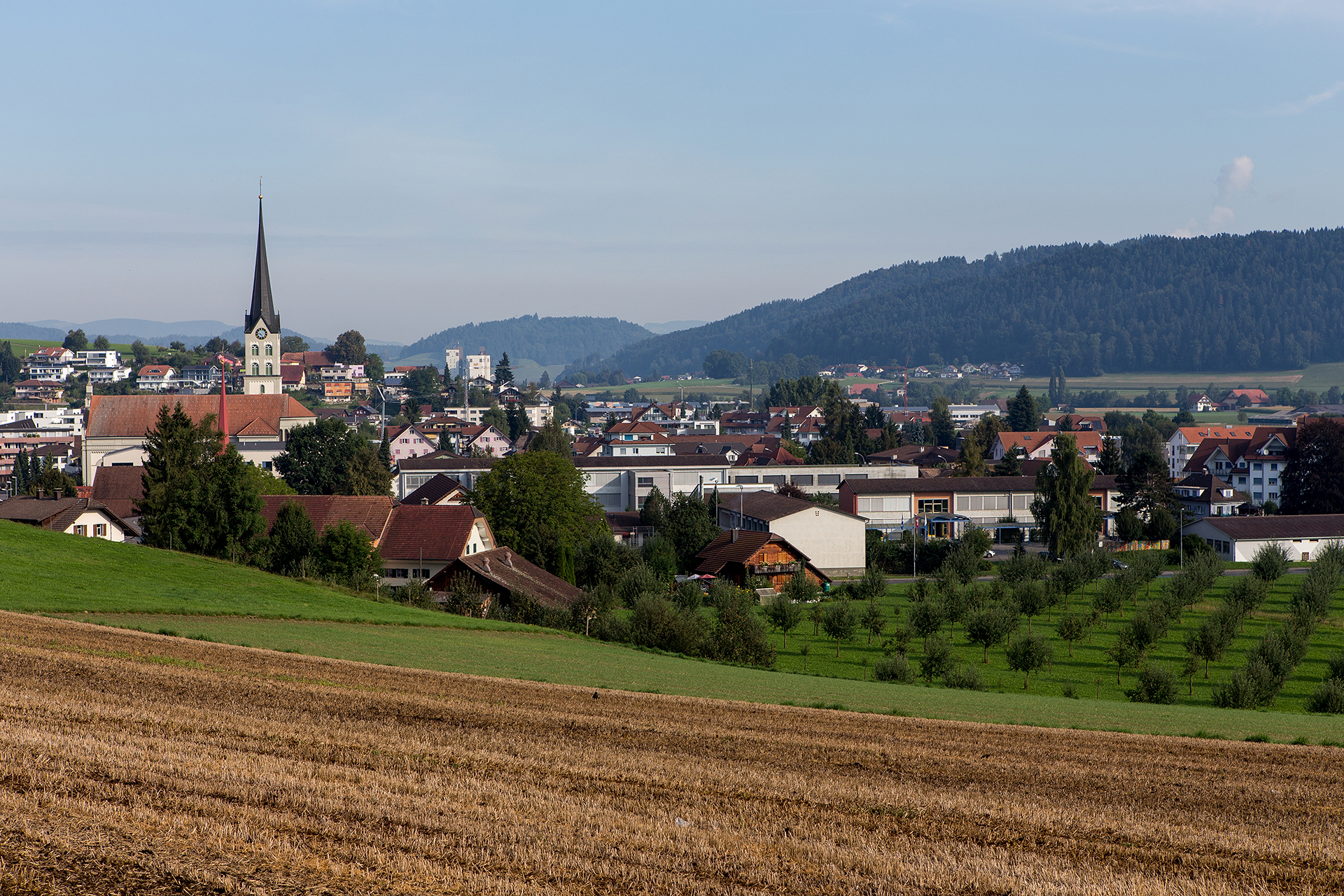
Blick auf Schötz